# Jacob Jacobson (Maler)
Jacob Jacobson auch Jacob Jacobsohn, (* 12. Februar 1818 in Ludwigslust; † 18. Dezember 1891 in Berlin) war ein deutscher Porträt- und Landschaftsmaler.

## Leben
Jacob Jacobson künstlerisches Wirken begann etwa 1833. Er war ab 1836 und erneut 1842 Schüler des Berliner Blumenmalers Gottfried Wilhelm Völcker und ab 1839 des Porträtmalers Friedrich Lenthe in Ludwigslust. Hier erhielt er ein Reisestipendium auf 2 Jahre. Im Herbst 1842 ging er nach Rom, im April 1844 nach Neapel und Ende des Jahres 1844 nach Florenz. Von 1848 bis 1862 war er in Schwerin ansässig. 1867 ließ er sich in Berlin nieder. Am 15. Februar 1883 feierte er dort sein 50-jähriges Künstlerjubiläum.
Jacobson war zwischen 1842 und 1870 mehrmals mit seinen Werken auf der Berliner Akademie-Ausstellung vertreten, 1869 und 1871 auch im Münchner Glaspalast. Während sein Œuvre zunächst meist aus Frucht- und Blumenstücken bestand, waren es später hauptsächlich italienische Landschaften und Architekturen. Die Großherzogliche Gemälde-Galerie in Schwerin besaß zwei seiner Bilder.

„Sein Werk ist gekennzeichnet durch eine feine Malweise, ist z. T. sehr dem Detail verhaftet und an die Biedermeiermalerei und Neoromantik gebunden.“

## Werke (Auswahl)
- Frühstückstisch. 61 × 71 cm (bez. J. Jacobsohn Mai 1838)[3]
- Jüdischer Kirchhof. 100 × 120 cm (bez. J. Jacobson 1842)[3]
- Ruine. 134 × 107 cm, 1882[4] (alle H × B)

## Ausstellungen
- 1976: 100 Jahre Mecklenburgische Malerei. Staatliches Museum Schwerin